# Okręg Zurych
Zurych (niem. Bezirk Zürich) – okręg w północnej Szwajcarii, w kantonie Zurych. Siedziba administracyjna okręgu znajduje się w mieście Zurych (Zürich). 

## Podział administracyjny
Okręg składa się z jednej gminy (Politische Gemeinde) o powierzchni 87,93 km² i o liczbie mieszkańców 427 721.
Gminy:
1. Zurych (Zürich)